# مجموعة فالكنبرج

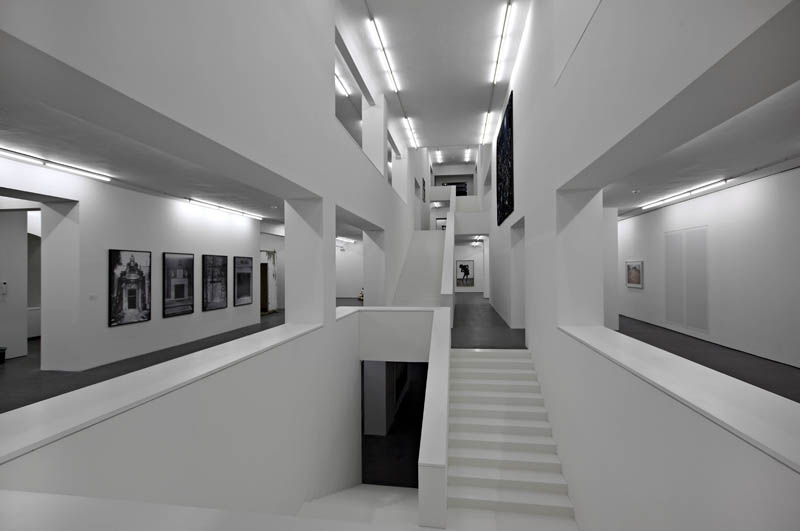
منظر لمجموعة فالكنبرج (2009)

مجموعة فالكنبرج عبارة عن مجموعة من أعمال الفن الحديث والمعاصر التي جمعها المحامي ورجل الأعمال هارالد فالكنبرج في حي فينيكس في منطقة هاربورغ في ولاية هامبورغ الألمانية. تم تصنيف المجموعة الخاصة هذه ضمن "أفضل 200 مجموعة خاصة في العالم" من قبل مجلة التجارة الدولية ارت للاخبار . 

## المحتوى
تحتوي المجموعة على 1900 عمل لفنانين طليعيين عالميين، بما في ذلك مجموعات مارتن كيبنبرغر ، بالإضافة إلى تنصيبيات كبيرة لجوناثان ميس وتوماس هيرشهورن . 

## موقع المعرض

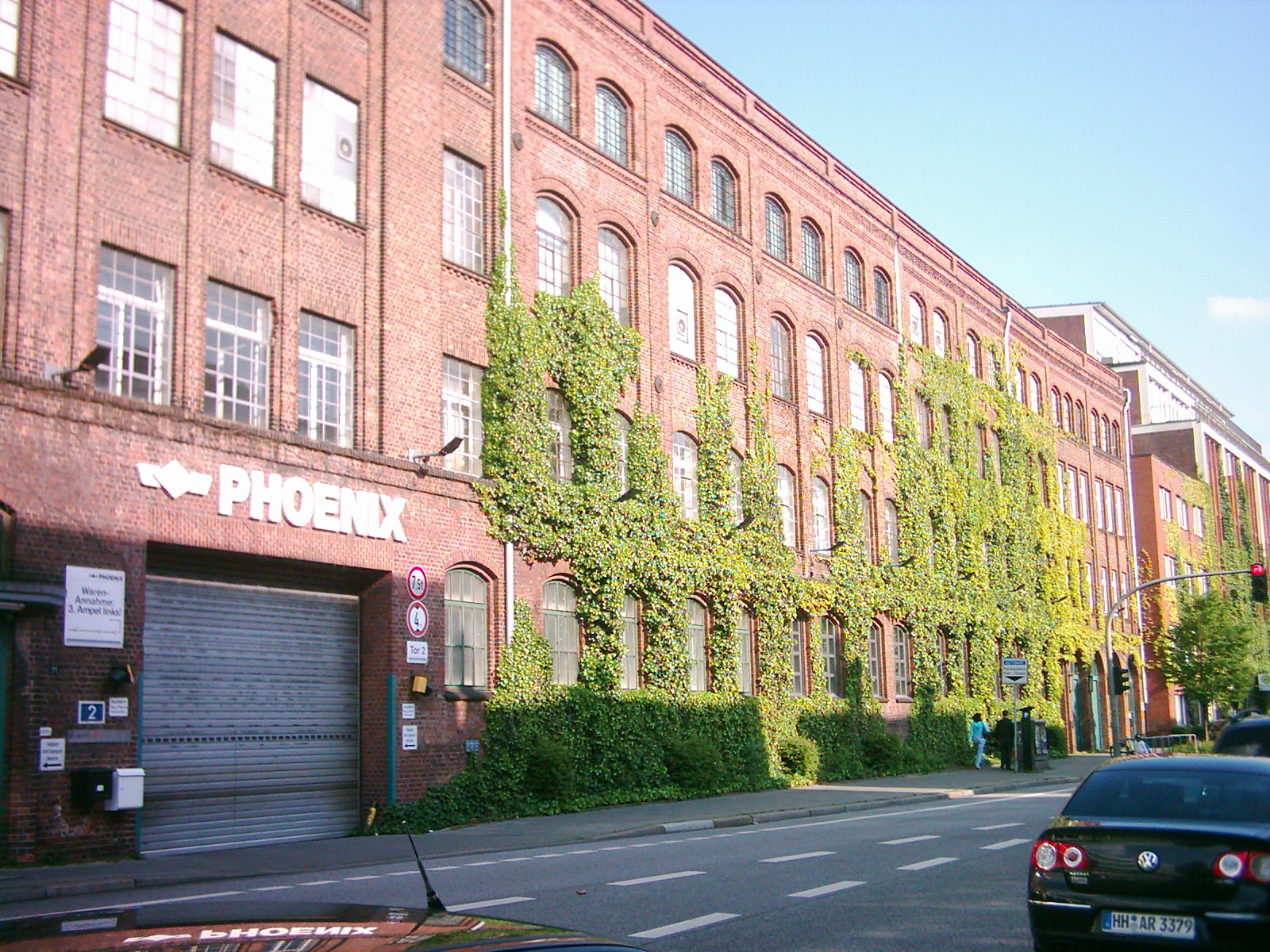
مبنى مصنع فينيكس عام 2007

منذ عام 2001، تحتل مجموعة فالكنبرج موقعًا مميزًا في قاعة مصنع فينيكس السابقة، وتحديداً في شارع فيلستوفا 71، البوابة 2، في هامبورغ-هاربورغ. تُفتَح المجموعة للجمهور من خلال الحجز المسبق. تقدم مؤسسة فينيكس للفن الثقافية، التي تأسست بمشاركة بين فالكنبرج وشركة فينيكس جي، معارض دائمة ومؤقتة تضم مجموعات فنية عالمية.
كانت المساحة الكلية للموقع في البداية 4000 متر مربع، تتكون من 2300 متر مربع للمعارض المؤقتة و1700 متر مربع لمستودع العرض. في عام 2008، تم توسيع المساحة إلى حوالي 6200 متر مربع على 5 طوابق، ويمكن الوصول إليها عبر الدرج. تمت عملية إعادة التصميم الكاملة، بما في ذلك توفير مساحة أكبر للمنشآت الكبيرة، برعاية المهندس المعماري روجر بوندشوه.